# Antonio Petrucci
Antonio Petrucci (Roma, 1º gennaio 1907 – Roma, 1º settembre 1981) è stato uno sceneggiatore, regista e giornalista italiano.

## Biografia
Di famiglia di antica origine senese, prima di laurearsi tradusse, per una collezione diretta da Ettore Romagnoli, il poeta latino Silio Italico. Dopo aver conseguito la laurea in scienze sociali, iniziò a lavorare nel giornalismo come critico cinematografico all'inizio degli anni '30 per Il Tevere e Bianco e Nero. Dopo una parentesi in cui fu aiuto di Amleto Palermi, tornò al giornalismo e iniziò a lavorare al Messaggero. Conosciuto Alcide De Gasperi, partecipò all'organizzazione clandestina della Democrazia Cristiana. Arrestato nel 1942 venne deferito al tribunale speciale. Dopo l'8 settembre i nazisti lo deportarono in Germania. Con l'arrivo dei russi a Berlino fu messo in libertà, insieme ai suoi compagni di prigionia, da un ufficiale della Gestapo che cercava di crearsi un alibi. Nel dopoguerra fu a capo dell'ufficio romano del Popolo. Ha anche collaborato con la Rivista del Cinematografo e  l'Osservatore Romano.
Nel 1933 ebbe anche mansioni di sceneggiatore, collaborando soprattutto con Palermi e Matarazzo per qualche film. Diresse anche un primo film: "Cinema che passione".  Nel Biennio 1954-55 diresse due film: Il matrimonio, tratto da Anton Čechov, con Vittorio De Sica e Alberto Sordi, e Cortile, con Georges Poujouly, Eduardo e Peppino De Filippo. Diresse anche alcuni documentari, e nel 1957 vinse Nastro d'Argento e David di Donatello per il miglior cortometraggio con Parma, città d'oro. Nel 1961 collaborò a soggetto e sceneggiatura del film celebrativo del centenario dell'Unità d'Italia, Viva l'Italia di Roberto Rossellini.
Dal 1949 al 1953 fu direttore della Mostra del Cinema di Venezia e scrisse alcuni saggi critici sull'argomento. Lavorò come insegnante di regia al Centro Sperimentale di Cinematografia. Tra i suoi figli c'è l'attore e doppiatore Giovanni Petrucci.

## Filmografia

### Regista
- Cinema, che passione! (1934) anche soggetto, sceneggiatura e montaggio
- Il matrimonio (1954) anche sceneggiatura
- Cortile (1955) anche soggetto e sceneggiatura
- Parma, città d'oro (1957) cortometraggio
- Antologia del cinema italiano muto (1958) documentario
- Concilio Ecumenico Vaticano II: 11 ottobre 1962 (1963) documentario

### Sceneggiatura
- Il treno delle 21,15 di Amleto Palermi (1933)
- Kiki di Raffaello Matarazzo (1934)
- Creature della notte di Amleto Palermi (1934)
- Viva l'Italia di Roberto Rossellini (1961)

## Saggi critici
- L'avventura del colore (1956)
- Il cinema oggi in Italia (1959)
- Introduzione al cinema (1966)